# سی دقیقه پس از نیمه‌شب
سی دقیقه پس از نیمه‌شب یا سی دقیقه بامداد (به انگلیسی: Zero Dark Thirty) یک فیلم مهیج-درام آمریکایی به کارگردانی کاترین بیگلو و نویسندگی مارک بول است که بر اساس «داستان بزرگ‌ترین تعقیب یک جنایتکار در تاریخ برای خطرناک‌ترین مرد جهان» نوشته شده‌است. در این فیلم داستان عملیات یافتن و قتل اسامه بن لادن رهبر القاعده توسط ایالات متحده آمریکا به تصویر کشیده شده‌است. این فیلم توسط بول، بیگلو و مگان الیسون تهیه شده‌است. این فیلم برای بار اول در ۱۹ دسامبر ۲۰۱۲ در لس آنجلس به نمایش درآمد و در ۱۱ ژانویه ۲۰۱۳ اکران سراسری آن آغاز شد. سی دقیقه پس از نیمه‌شب مورد تحسین شد و در ده لیست برتر ۹۵ منتقد سال ۲۰۱۲ قرار گرفت.

## داستان
۱۱ سپتامبر ۲۰۰۱ بیش از سه هزار نفر در جهنمی از دود و آتش زنده‌به‌گور شدند در حالی که فقط صدای فریاد التماسشان در پشت گوشی‌های همراه باقی مانده بود. از همان موقع تلاش‌های جدی برای پیدا کردن مسئولان این حادثه و به خصوص بن لادن آغاز شد. سازمان جاسوسی آمریکا برای یافتن رهبر القاعده تمام تلاش خود را بکار می‌گیرد اما پیدا کردن این شخص که بیشتر عمرش را مثل یک شبح زندگی کرده سخت‌تر از آنی است که در ابتدا می‌پنداشته‌اند…

## جوایز
سی دقیقه پس از نیمه‌شب، کاندیدای ۵ جایزه اسکار (بهترین تدوین، بهترین فیلم‌نامه غیر اقتباسی، بهترین بازیگر نقش اول زن و کاندیدای اسکار بهترین فیلم) در سال ۲۰۱۳ شد که نهایتاً اسکار بهترین تدوین صدا را مشترکاً با فیلم اسکای‌فال به‌دست آورد. این فیلم همچنین جایزه بهترین فیلم انجمن منتقدان فیلم بوستون، حلقه منتقدان فیلم نیویورک و انجمن منتقدان پخش‌کننده فیلم و انجمن منتقدان فیلم دالاس‌فورت وورث را تصاحب کرد. جایزه گلدن گلوب بهترین بازیگر زن فیلم درام نیز به جسیکا چستین تعلق گرفت.